# Леаупепе, Джордж
Джордж Эдвард Леаупепе (англ. George Edward Leaupepe, родился 27 апреля 1975 года в Апиа) — самоанский регбист, выступавший на позиции винга.

## Биография
Леаупепе играл за любительские новозеландские клубы из Окленда «Марист Бразерс Олд Бойз», «Папакура», «Манурева» и «Грин-Айленд». На уровне чемпионата провинций играл за команды «Окленд», «Каунтиз Манукау» (доходил до финала в 1996 и 1997 году) и «Отаго». В 1999 году провёл 50-й матч за «Манукау».
В 1996 году после образования чемпионата Супер 12 стал игроком клуба «Хайлендерс», занеся дебютную попытку в игре против «Блюз». В 1997 году он пропустил сезон Супер 12, позже играл в 1998 году за «Харрикейнз» на позиции центра вместо травмированного Аламы Айеремии в шести из 11 встреч, в 2000 году играл за «Чифс», в 2001 году снова вернулся в «Хайлендерс». В 2002 году уехал играть за японский «Кока-Кола Ред Спаркс».
Дебютную игру за сборную Самоа провёл против команды австралийского штата Виктория, занеся три попытки; официальный первый тест-матч провёл 13 апреля 1995 года против ЮАР в Йоханнесбурге. Всего за свою карьеру сыграл 26 тест-матчей и набрал 50 очков благодаря 10 попыткам. Последнюю игру сыграл 11 июня 2005 года в Сиднее против австралийцев. Участник чемпионатов мира 1995 и 1999 годов, сыграл пять матчей на чемпионатах мира и занёс одну попытку.
Также играл за сборную Северного острова U-16 в 1991 году, юниорскую сборную Новой Зеландии в 1992 году и сборную новозеландских школьников в 1993 году.
Игровую карьеру завершил после нескольких травм, приведших к защемлению нервов в шее и хронических болях в левой руке; также на это повлияла профессионализация регби, вылившаяся в серьёзные финансовые потери — Леаупепе в составе ряда игроков публично обвинил Регбийный союз Новой Зеландии в недостаточной поддержке тех регбистов, которые получили профессиональный статус. После игровой карьеры работал дальнобойщиком. Женат, есть дочь. В 2016 году за хранение конопли был оштрафован на 1550 новозеландских долларов